# Valuación de acciones (contabilidad)
En la Valuación de acciones desde la perspectiva contable existen dos grandes métodos, los cuales son: 
- Método de costo.
- Método de valuación por participación.

## Método de costo
En el método de costo, las inversiones en acciones o las cuotas de interés social se registran al precio de costo, siempre y cuando que se tengan para enajenar después, tomando como valor los siguientes aspectos:
- Impuestos.
- Cualesquiera que sea otro valor ocasionado mediante la adquisición.
- Comisiones otorgadas a los corredores de bolsa de valores.
- Valor real de la adquisición de la acción o cuota de interés.
- Ajustes integrales provocados por los efectos de la inflación por cada mes de posición del título otorgado.

## Método de participación
El método de participación es un procedimiento que se emplea para evaluar las acciones comunes emitidas por empresas subsidiarias o asociadas y que consiste en adicionar o deducir del valor contable de la inversión, el porcentaje que le corresponda  la compañía tenedora de las utilidades obtenidas en fechas posteriores a la adquisición de acciones. 
Para aplicar este método se debe tener en cuenta la naturaleza y características propias de la empresa de cuyo capital social se posee una parte a fin de determinar el tratamiento que se le da a las inversiones en acciones, sin embargo, existen algunos requisitos que bien puede decirse que son de aplicación general. Por ejemplo: 
- La compañía tenedora debe ejercer la influencia significativa en la administración de las subsidiarias o asociadas, de tal manera que al invertir en ellas, se puede decidir en alguna forma la distribución periódica de las  utilidades.
- Las subsidiarias o asociadas no deben poner restricciones para la distribución de dividendos a la compañía tenedora.
- Las subsidiarias o asociada no deben encontrarse en alguna situación especial que le impida a la tenedora ejercer plenamente sus derechos sobre ellas.